# Шевернога (Каменєва) Маргарита Володимирівна
Маргари́та Володи́мирівна Шеверно́га (Ка́менєва) (нар. 1975, с. Сокур Мошковського р-ну Новосибірської области, Росія) — українська поетеса, член Національної спілки письменників України (2019).

## Біографія
Народилася 10 червня 1975 року в с. Сокур Мошковського району Новосибірської области (Росія). Виросла на Одещині. Навчалася в Першотравневій середній школі (1982-1992), закінчила 11 класів із золотою медаллю. Закінчила Одеський державний університет імені І. І. Мечникова (1997), Кам'янець-Подільський державний педагогічний університет ім. І. І. Огієнка (2001).За освітою — філолог. У 1995—2019 роках проживала у с. Кривчик Дунаєвецького району на Хмельниччині, працювала вчителем Кривчицької ЗОШ І-ІІ ступенів, Гутояцьковецької ЗОШ І-ІІ ступенів, Рахнівського навчально-виховного комплексу Дунаєвецького району. З 2019 року мешкає в Києві, де працює учителем української мови та літератури у Британській міжнародній школі.

## Літературна діяльність
Поетеса.

Авторка книжок лірики:
- «Вогненних мрій вітрила» (2013),
- «Луна» (2014),
- «Тільки ти повертайся» (2017),
- «Повертайся» (2017),
- «Вогненні квіти» (2018),
- «Мавка в мегаполісі» (2019).

Також видала книжки перекладів з російської: «Ти поклич — і я прийду» (2016), «В очах жіночих не сльоза» (2017). Упорядниця і перекладачка «Антології сучасної польської поезії» (2021). Авторка близько 30 статей з питань літератури в періодиці та літературно-художніх збірниках. Твори надруковані в більше як 100 колективних збірках, в українських та міжнародних часописах.